# Yigoga imitata
Yigoga imitata är en fjärilsart som beskrevs av Corti och Max Wilhelm Karl Draudt 1933. Yigoga imitata ingår i släktet Yigoga och familjen nattflyn. Inga underarter finns listade i Catalogue of Life.